# Rachel Fattal
Pour les articles homonymes, voir Fattal.
Rachel Fattal est une joueuse américaine de water-polo née le 10 décembre 1993 à Los Alamitos.

## Carrière

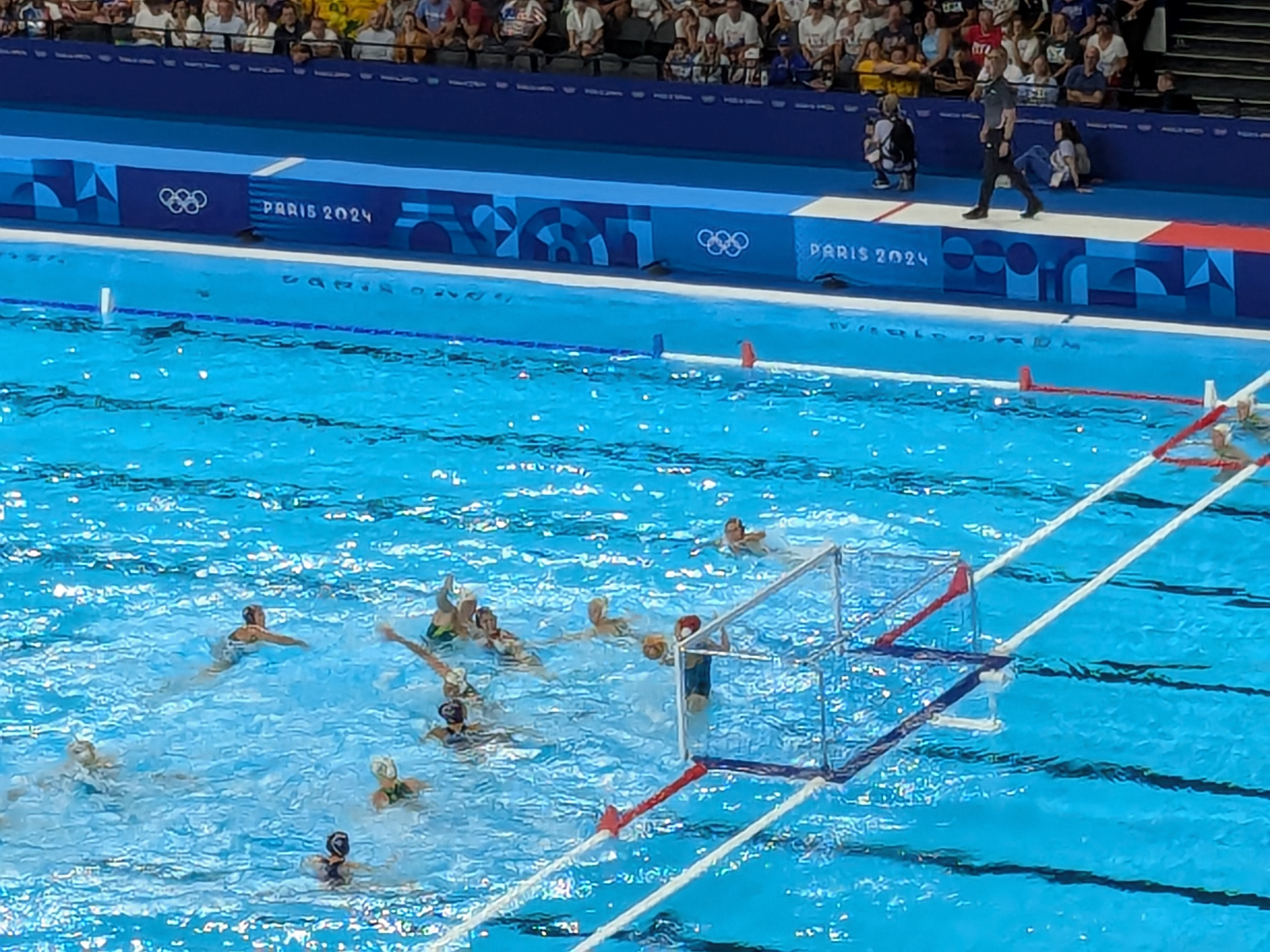
But de Rachel Fattal lors de la demi-finale perdue face à l'Australie lors de J0 de Paris 2024.

Avec l'équipe des États-Unis, elle a remporté la médaille d'or des tournois féminins aux Jeux olympiques d'été de 2016 à Rio de Janeiro et de 2020 à Tokyo.
Lors des Jeux olympiques d'été de 2024 à Paris, elle est éliminée en demi-finale avec l'équipe des États-Unis contre l'Australie (8-8, 6 tab à 5).